# EAFF E-1 풋볼 챔피언십 (여자부)
EAFF E-1 풋볼 챔피언십(영어: EAFF E-1 Football Championship, 일본어: EAFF E-1サッカー選手権, 중국어: 東亞足球錦標賽)은 동아시아 축구 연맹(EAFF)에 가맹한 축구 협회(연맹)의 남자 축구 국가대표팀 및 여자 축구 국가대표팀이 참가하는 국제 축구 대회이다. 2003년에 설립된 남자부 대회와 2005년에 설립된 여자부 대회로 나뉘어 치러지고 있다. 일반적으로 동아시아 선수권 또는 동아시안컵이라고도 한다. 동아시안컵은 남아시아 축구 선수권 대회, 서아시아 축구 선수권 대회, 아세안 축구 선수권 대회, 중앙아시아 축구 선수권 대회와 더불어 아시아의 5대 지역 축구 선수권 대회 중 하나의 위상을 갖는다.
2년마다 열리는 동아시안컵은 2003년에 첫 대회가 열렸다. 대회는 예선 라운드와 결승 대회 등 두 부분으로 나뉜다. 예선 라운드는 결승 대회에 진출할 1팀을 가려내기 위해 결승 대회보다 1년 일찍 시작한다. 현재 결승 대회는 개최국 경기장에서 일주일 남짓 네 개 팀이 우승을 놓고 경쟁하는 방식으로 진행된다.

## 역대 대회 결과
여자부에서 정상에 오른 나라는 조선민주주의인민공화국과 일본, 대한민국이다. 일본과 조선민주주의인민공화국은 총 세 번 우승컵을 들어올렸다. 뒤이어 대한민국은 한 번 동아시아 챔피언에 등극하였다.
| 연도/회차      | 개최국   | 우승     | 점수   | 준우승         | 3위      | 점수   | 4위           |
| -------------- | -------- | -------- | ------ | -------------- | -------- | ------ | ------------- |
| 2005년 (제1회) | 대한민국 | 대한민국 | 리그전 | 북한           | 일본     | 리그전 | 중국          |
| 2008년 (제2회) | 중국     | 일본     | 리그전 | 북한           | 중국     | 리그전 | 대한민국      |
| 2010년 (제3회) | 일본     | 일본     | 리그전 | 중국           | 대한민국 | 리그전 | 중화 타이베이 |
| 2013년 (제4회) | 대한민국 | 북한     | 리그전 | 일본           | 대한민국 | 리그전 | 중국          |
| 2015년 (제5회) | 중국     | 북한     | 리그전 | 대한민국       | 일본     | 리그전 | 중국          |
| 2017년 (제6회) | 일본     | 북한     | 리그전 | 일본           | 중국     | 리그전 | 대한민국      |
| 2019년 (제7회) | 대한민국 | 일본     | 리그전 | 대한민국       | 중국     | 리그전 | 중화 타이베이 |
| 2022년 (제8회) | 일본     | 일본     | 리그전 | 중화인민공화국 | 대한민국 | 리그전 | 중화 타이베이 |

- 개최국 및 연도는 결승 대회를 기준으로 한다.

## 국가별 참가 기록
| - 우승 - 준우승 - 3위 - 4위 | - 개최국 - † 초청국 - 2라운드 - 1라운드 |  |  |  |  |

| 대회국가        | 2005년 | 2008년 | 2010년 | 2013년 | 2015년 | 2017년 | 2019년 | 2022년 |
| --------------- | ------ | ------ | ------ | ------ | ------ | ------ | ------ | ------ |
| 괌              | ×      | 7위    | 6위    | 8위    | 7위    | 7위    | 7위    | ×      |
| 대한민국        | 우승   | 4위    | 3위    | 3위    | 준우승 | 4위    | 준우승 | 3위    |
| 마카오          | ×      | ×      | ×      | ×      | 9위    | 8위    | 9위    | ×      |
| 몽골            | ×      | ×      | ×      | ×      | ×      | ×      | 6위    | ×      |
| 북마리아나 제도 | ×      | ×      | 7위    | 9위    | 8위    | 9위    | 8위    | ×      |
| 오스트레일리아† | ×      | ×      | ×      | 5위    | ×      | ×      | ×      | ×      |
| 일본            | 3위    | 우승   | 우승   | 준우승 | 3위    | 준우승 | 우승   | 우승   |
| 북한            | 준우승 | 준우승 | ×      | 우승   | 우승   | 우승   | ×      | ×      |
| 중화인민공화국  | 4위    | 3위    | 준우승 | 4위    | 4위    | 3위    | 3위    | 준우승 |
| 중화 타이베이   | ×      | 5위    | 4위    | 6위    | 5위    | 5위    | 4위    | 4위    |
| 홍콩            | ×      | 6위    | 5위    | 7위    | 6위    | 6위    | 5위    | ×      |

## 국가별 통산 성적

### 4강 기록
| 국가          | 4강 기록 | 4강 기록                  |
| ------------- | -------- | ------------------------- |
| 일본          | 우승     | 4회 — 2008･2010･2019･2022 |
| 일본          | 준우승   | 2회 — 2013･2017           |
| 일본          | 3위      | 2회 — 2005･2015           |
| 일본          | 4위      |                           |
|               |          |                           |
| 북한          | 우승     | 3회 — 2013･2015･2017      |
| 북한          | 준우승   | 2회 — 2005･2008           |
| 북한          | 3위      |                           |
| 북한          | 4위      |                           |
|               |          |                           |
| 대한민국      | 우승     | 1회 — 2005                |
| 대한민국      | 준우승   | 2회 — 2015･2019           |
| 대한민국      | 3위      | 3회 — 2010･2013･2022      |
| 대한민국      | 4위      | 2회 — 2008･2017           |
|               |          |                           |
| 중국          | 우승     |                           |
| 중국          | 준우승   | 2회 — 2010･2022           |
| 중국          | 3위      | 3회 — 2008･2017･2019      |
| 중국          | 4위      | 3회 — 2005･2013･2015      |
|               |          |                           |
| 중화 타이베이 | 우승     |                           |
| 중화 타이베이 | 준우승   |                           |
| 중화 타이베이 | 3위      |                           |
| 중화 타이베이 | 4위      | 3회 — 2010･2019･2022      |

### 결승 대회
여자부(여자 동아시안컵) 결승 대회에서의 국가별 통산 성적은 다음과 같다.
- 순위 기준: 승점 > 진출 횟수 > 최고 성적 > 골득실 > 다득점 > 승자승.
- 2019년 EAFF E-1 풋볼 챔피언십까지의 결과를 포함한다.

| 순위 | 국가           | 진출 횟수 | 경기 | 승 | 무 | 패 | 득점 | 실점 | 득실차 | 승점 | 최고 성적  |
| ---- | -------------- | --------- | ---- | -- | -- | -- | ---- | ---- | ------ | ---- | ---------- |
| 1    | 일본           | 7회       | 19   | 11 | 3  | 5  | 39   | 16   | +13    | 36   | 우승 (3)   |
| 2    | 북한           | 5회       | 15   | 11 | 2  | 2  | 25   | 9    | +16    | 35   | 우승 (3)   |
| 3    | 대한민국       | 7회       | 19   | 6  | 2  | 11 | 21   | 29   | -8     | 20   | 우승 (1)   |
| 4    | 중화인민공화국 | 7회       | 19   | 5  | 3  | 11 | 15   | 25   | -10    | 18   | 준우승 (1) |
| 5    | 중화 타이베이  | 2회       | 4    | 0  | 0  | 4  | 0    | 19   | -19    | 0    | 4위 (1)    |

### 예선 라운드
여자부(여자 동아시안컵) 예선 라운드에서의 국가별 통산 성적은 다음과 같다.
- 순위 기준: 승점 > 진출 횟수 > 최고 성적 > 골득실 > 다득점 > 승자승.
- 2017년 EAFF E-1 풋볼 챔피언십까지의 결과를 포함한다.

| 순위 | 국가            | 진출 횟수 | 경기 | 승 | 무 | 패 | 득점 | 실점 | 득실차 | 승점 | 최고 성적  |
| ---- | --------------- | --------- | ---- | -- | -- | -- | ---- | ---- | ------ | ---- | ---------- |
| 1    | 대한민국        | 4회       | 13   | 13 | 0  | 0  | 116  | 1    | +115   | 39   | 우승 (1)   |
| 2    | 중화 타이베이   | 5회       | 16   | 10 | 0  | 6  | 70   | 33   | +37    | 30   | 4위 (1)    |
| 3    | 홍콩            | 5회       | 18   | 7  | 0  | 11 | 34   | 72   | –38    | 21   | 5위 (1)    |
| 4    | 괌              | 5회       | 19   | 6  | 0  | 13 | 44   | 82   | –38    | 18   | 6위 (1)    |
| 5    | 중화인민공화국  | 1회       | 3    | 3  | 0  | 0  | 10   | 1    | +9     | 9    | 준우승 (1) |
| 6    | 오스트레일리아  | 1회       | 3    | 2  | 0  | 1  | 12   | 2    | +10    | 6    | 5위 (1)    |
| 7    | 북마리아나 제도 | 4회       | 10   | 1  | 1  | 8  | 8    | 80   | –72    | 4    | 7위 (1)    |
| 8    | 마카오          | 2회       | 4    | 0  | 1  | 3  | 0    | 23   | –23    | 1    | 8위 (1)    |

## 같이 보기
아시아의 5대 지역 축구 선수권 대회
- 남아시아 축구 연맹(SAFF): 남아시아 축구 연맹 선수권 대회 / 남아시아 축구 연맹 여자 선수권 대회
- 동아시아 축구 연맹(EAFF): EAFF E-1 풋볼 챔피언십 / EAFF E-1 풋볼 챔피언십 (여자부)
- 서아시아 축구 연맹(WAFF): 서아시아 축구 연맹 선수권 대회 / 서아시아 축구 연맹 여자 선수권 대회
- 동남아시아 축구 연맹(AFF): 동남아시아 축구 연맹 선수권 대회 / 동남아시아 축구 연맹 여자 선수권 대회
- 중앙아시아 축구 연맹(CAFA): 중앙아시아 축구 연맹 선수권 대회 / 중앙아시아 축구 연맹 여자 선수권 대회